# Konstantin IX.

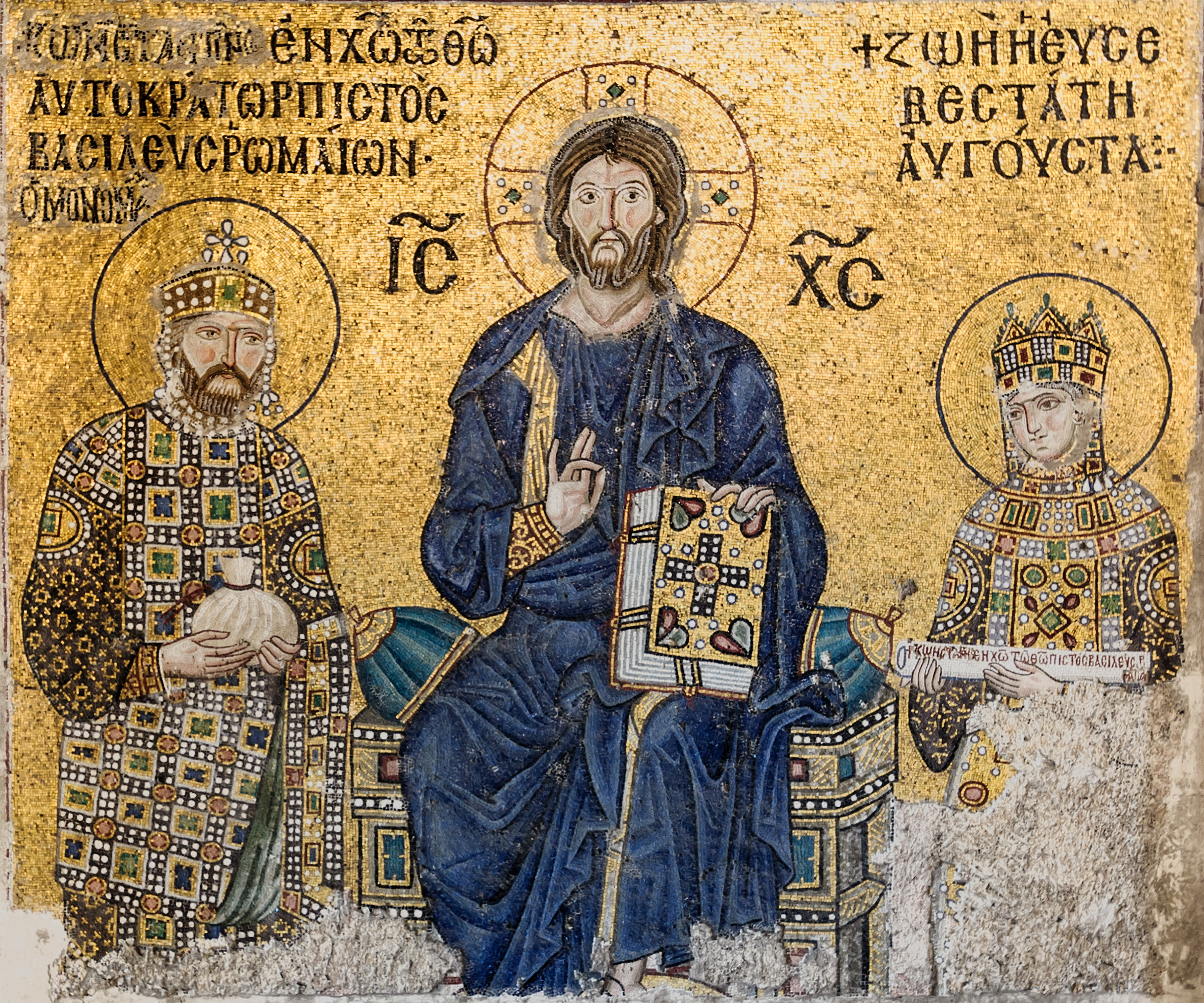
Konstantin IX. und Kaiserin Zoë auf einem Mosaik in der Hagia Sophia

Konstantin IX. Monomachos (mittelgriechisch Κωνσταντῖνος Θʹ ὁ Μονομάχος; * um 1000; † 11. Januar 1055) regierte als Kaiser von Byzanz vom 11. Juni 1042 bis zu seinem Tod.

## Leben
In zweiter Ehe war Konstantin mit einer Nichte des Kaisers Romanos III. verheiratet, die um 1035/1036 starb.
Er war von Kaiserin Zoë 1042 zum Ehemann und Mitkaiser bestimmt worden, obwohl er wegen einer Verschwörung gegen ihren früheren Ehemann Michael IV. verbannt worden war. Sie regierten gemeinsam bis zu Zoës Tod 1050.
Sofort nach seinem Regierungsantritt schlug Konstantin die Rebellion des Theophilos Erotikos auf Zypern nieder, der die Thronwirren in Konstantinopel ausgenutzt hatte, um sich selbständig zu machen. 1043 entband er General Georg Maniakes von seinem Kommando in Italien, woraufhin Maniakes sich selbst zum Kaiser ausrief. Seine Truppen hatten in der Entscheidungsschlacht den Sieg über Konstantins Feldherrn Stephanos Pergamenos vor Augen, als Maniakes verwundet wurde und noch auf dem Schlachtfeld starb. Unmittelbar nach dem Sieg wurde Konstantin von einer Flotte der Kiewer Rus angegriffen, die vermutlich von Maniakes um Hilfe gebeten worden war. Auch sie wurde – mit Hilfe des Griechischen Feuers – geschlagen. 1047 behielt Konstantin IX. mit knapper Not die Oberhand über den Usurpator Leon Tornikes, der sich in Makedonien zum Kaiser erhoben und beinahe Konstantinopel eingenommen hatte.
Die Kaiser Johannes Tzimiskes und Basileios II. hatten nach den Kämpfen gegen die Bulgaren das byzantinische Herrschaftsgebiet in Europa zwischen Donau und Adria wieder bis an die ungefähren Grenzen der Reichsteilung von 395 n. Chr. nach Westen verschoben. Durch die Einfälle der nomadisierenden Petschenegen, Usen und Kumanen in die Themen Paristrion, Makedonien und Thrakien (1027, 1032 sowie 1034 bis 1036) wurden diese Besitzungen bedroht und große Zerstörungen angerichtet. Das schlimmste Jahr wurde 1048, als hunderttausende Petschenegen ins Land kamen, die byzantinisch-slawischen Siedlungen zerstörten und sich am Balkan niederließen. Die kaiserlichen Truppen wurden bei Marcianopolis (Devnja), Hadrianopolis (Edirne) und Preslaw, der einstigen Hauptstadt des Bulgarenreiches, geschlagen. Konstantin IX. konnte letztendlich einen dreißigjährigen Friedensvertrag aushandeln. Ziel war es dabei, die Petschenegen auf dem Gebiet von Paristrion anzusiedeln.
Im Jahr 1046 hatten die Byzantiner erstmals Kontakt mit den Seldschuken. Sie trafen in einer Schlacht in Armenien 1048 aufeinander, schlossen aber im folgenden Jahr einen Waffenstillstand. Im Jahr 1053 sah sich Konstantin aus finanziellen Gründen gezwungen, seine armenischen Truppen zu entlassen, so dass er die Ostgrenze des Reiches nur noch unter schwachem Schutz lassen konnte.
1054 führte der jahrhundertealte Streit zwischen der orthodoxen Kirche und dem römischen Katholizismus zu der endgültigen Trennung der beiden Glaubensrichtungen. Legaten Papst Leos IX. exkommunizierten den Patriarchen von Konstantinopel Michael I. Kerularius, als dieser der Übernahme westlicher Zeremonien nicht zustimmte; im Gegenzug exkommunizierte Kerularius die Legaten. Konstantins Versuche, eine Allianz mit dem Papst gegen die Normannen zu schmieden, waren damit hinfällig.
Konstantin versuchte noch zu intervenieren, aber er erkrankte und starb am 11. Januar des folgenden Jahres. Theodora III., Tochter Konstantins VIII., die mit ihrer älteren Schwester Zoë bereits einmal regiert hatte, ließ den designierten Thronfolger Nikephoros Proteuon in ein Kloster stecken und bestieg zum zweiten Mal den byzantinischen Thron. Der Senatsvorsitzende Theodosios Monomachos, als Neffe (oder Cousin) des toten Kaisers ein aussichtsreicher Nachfolgekandidat, ging ebenfalls leer aus.
Konstantin war der Gönner des Gelehrten Michael Psellos, dessen Chronographica die Geschichte von Konstantins Regierungszeit aufzeichnet. Unter der Regierung von Konstantin wurde das Kloster St. Georg von Mangana errichtet, an dessen Bau der Kaiser großen Anteil nahm. Psellos berichtet mit leisem Spott von seinen landschaftsgärtnerischen Unternehmungen.